# Pimpla flavipennis
Pimpla flavipennis är en stekelart som först beskrevs av Günther Enderlein 1919.  Pimpla flavipennis ingår i släktet Pimpla och familjen brokparasitsteklar. Inga underarter finns listade i Catalogue of Life.